# Aster nowoangielski
Aster nowoangielski (Symphyotrichum novae-angliae (L.) G.L. Nesom) – gatunek byliny z rodziny astrowatych. Pochodzi z Ameryki Północnej (północne, wschodnie i środkowe Stany Zjednoczone, środkowa i wschodnia Kanada). Został rozprzestrzeniony jako roślina ozdobna i rośnie zdziczały w strefie umiarkowanej Eurazji od Francji po Rosyjski Daleki Wschód. W Polsce ma status gatunku już zadomowionego (kenofit), spotykany jest w całym kraju, zwłaszcza jednak w pasie wyżyn, na pogórzu i w okolicach Poznania.

## Nazewnictwo
Gatunek zaliczany był tradycyjnie do XX wieku do rodzaju aster jako Aster novae-angliae. Z tego czasu zachowana jest nazwa zwyczajowa mimo przeklasyfikowania gatunku do rodzaju Symphyotrichum należącego do odmiennego podplemienia niż Aster. 

## Morfologia

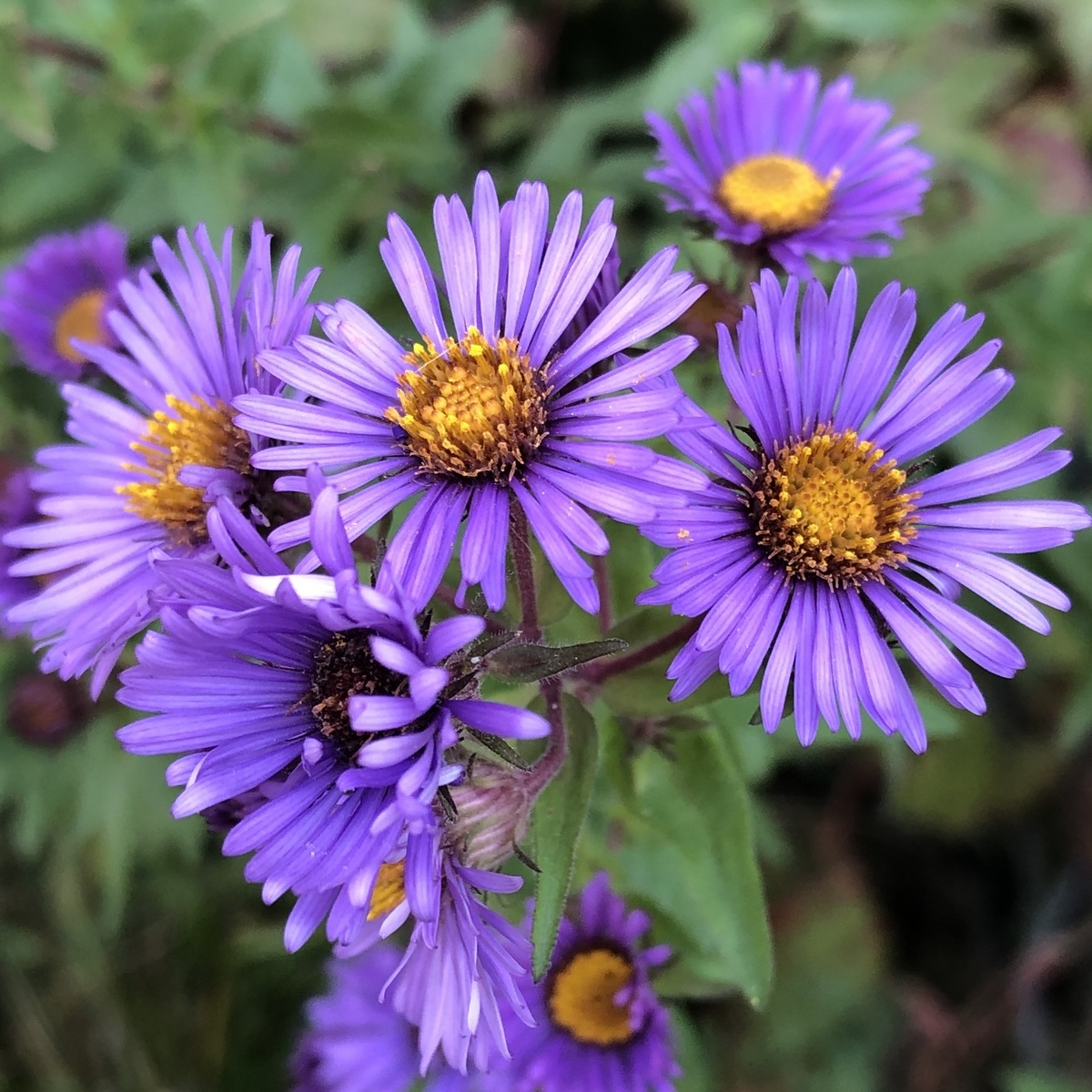
Koszyczki

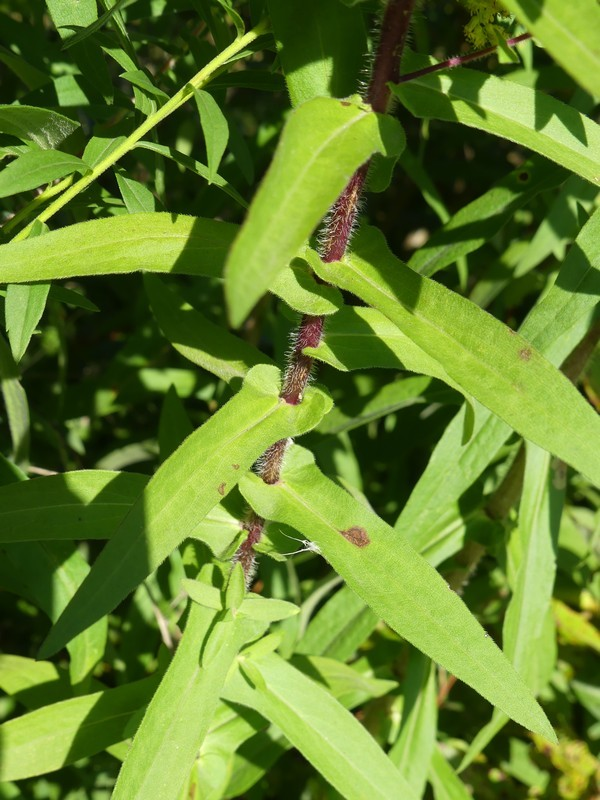
Owłosiona łodyga i liście z uszkowatymi nasadami

PokrójRoślina zielna z grubym, rozgałęziającym się podziemnym kłączem, z którego wyrastają wzniesione łodygi osiągające do 1,5, czasem nawet do 2 m wysokości. Łodygi są zielone lub czerwono nabiegłe, dookoła odstająco owłosione na całej długości, w szczytowej części, w obrębie kwiatostanu złożonego także ogruczolone.
LiścieLancetowate, z wierzchołkiem zaostrzonym, całobrzegie, u nasady z nasadą głęboko uszkowatą. Liście osiągają od 3 do 12 cm długości i mają od 0,6 do 2 cm szerokości. Liście są od góry szorstko owłosione i ciemnozielone, od spodu są miękko owłosione i jasnozielone. Wszystkie liście wzdłuż łodygi są podobne do siebie, przy czym dolne liście szybko zamierają i w czasie kwitnienia już zwykle się nie zachowują. Liście w obrębie kwiatostanu złożonego są krótsze (do ok. 3 cm długości).
KwiatyZebrane w koszyczki, które tworzą na szczytach pędów baldachogroniaste kwiatostany złożone. Rozgałęzienia w obrębie kwiatostanu skośnie odstają ku górze i osiągają do 20 cm długości. Rozgałęzienia w szczytowej części pędu są zwykle gęsto skupione. Poszczególne koszyczki rozwijają się na ogruczolonych szypułach o długości do 2–3 cm. Okrywa tworzona jest przez liczne równowąsko lancetowate i ogruczolone listki osiągające do 12 mm długości i 1 mm szerokości. Końce tych listków są odgięte, zielone lub fioletowo nabiegłe. Kwiaty języczkowe występują na brzegu koszyczka w liczbie od 45 do 100, ich rurki osiągają do 5 mm długości, a języczki do 15–20 mm, na szczycie zakończone są 2–3 ząbkami. Ich kolory są różne od purpurowych, różowych do białych. Kwiaty rurkowate wewnątrz koszyczka są żółte, często purpurowo nabiegłe, ich korona osiąga 4 mm długości i zakończona jest 5 ząbkami o długości 1 mm. Z korony wystaje szyjka słupka otoczona pylnikami zrośniętymi w rurkę o długości 2 mm.
OwocePokryte przylegającymi włoskami niełupki o długości ok. 2 mm z puchem kielichowym o długości ok. 5 mm.
Gatunki podobneOd innych północnoamerykańskich „astrów” dziczejących w Europie Środkowej (rozrastających się kłączowo, osiągających ponad 1 m wysokości i mających liczne koszyczki zebrane w wiechowate kwiatostany złożone) różni się łodygą dookoła owłosioną, a w obrębie kwiatostanu także ogruczoloną; pozostałe gatunki mają łodygi w dole zawsze nagie, górą czasem z szeregami włosków i nie mają gruczołków. Wyróżnia się też długimi i ogruczolonymi listkami okrywy u pozostałych gatunków osiągającymi co najwyżej do 9 mm długości.

## Biologia i ekologia
Bylina kwitnąca w swoim rodzimym zasięgu od sierpnia października, rzadziej do listopada, w Polsce zwykle od września do listopada. Rośnie w miejscach otwartych, wilgotnych lub mokrych, na glebach żyznych. Spotykana jest na łąkach, prerii, mokradłach, w zaroślach i na skrajach lasów, wzdłuż przydroży i przytorzy.

## Mieszaniec
W Ameryce Północnej krzyżuje się z Symphyotrichum ericoides tworząc mieszańca S. ×amethystinum.

## Zastosowanie i uprawa
Gatunek jest uprawiany jako roślina ozdobna w licznych odmianach ozdobnych o różnych kolorach kwiatów. Odmiany te wytwarzają zwykle duże i ciężkie koszyczki kwiatowe, roślina wymaga więc w okresie kwitnienia podparcia. Wśród późno kwitnących odmian występują m.in. 'Harrington Pink' o czysto różowych kwiatach (odmiana odporna na mączniaka), 'September Ruby' o jasnoczerwonych kwiatach. Rośliny w Polsce w pełni mrozoodporne (strefy mrozoodporności 4-9). Wymagają żyznej gleby i pełnego słońca.